# Страдиоты
Страдиоты (ит. Stradioti или Stradiotti; греч. Στρατιώτες) — наёмники с Балканского полуострова, нанимавшиеся в основном государствами южной и центральной Европы в период с XV по сер. XVIII века.

## История
Страдиоты набирались из населения Албании, Далмации, Греции, Сербии и позже Кипра. Большинство современных историков считает, что албанцы составляли порядка 80 % от общего контингента, в то время как офицерский корпус в основном был греческого и южнославянского происхождения. Среди них были потомки старинных византийских знатных родов — Палеологов и Комнинов.

## Ареал использования

#### Италия
Венецианцы впервые использовали страдиотов в борьбе с Османской империей в 1475 году в качестве пограничников в области Фриули. С этого момента они практически полностью заменили лёгкую кавалерию в армии Венецианской республики, их отряд из 2200 всадников и 8000 пехотинцев проявил себя в битве при Форново в 1495 году. Наёмники набирались с православных Балкан, среди них были и мусульмане. В 1511 году группа страдиотов основала в Венеции Церковь Сан-Джорджо деи Гречи.

#### Франция
В 1497 году король Людовик XII нанял порядка 2 000 страдиотов, которых французы называли эстрадиоты и аргулеты. Последнее название, возможно, связано с греческим городом Аргос или с используемым этими воинами оружием: лука и аркебузы.
Существуют споры по поводу различий и схожести этих двух терминов. Так, есть мнение, что при одинаковом вооружении эстрадиоты носили шлем. По другим данным «эстрадиоты» были албанскими всадниками, а «аргулеты» — жителями Греции.

Аргулеты были вооружены мечом, булавой и короткой аркебузой. Они ещё существовали во время правления Карла IX и участвовали в битве при Дрё (1562), расформирование настигло их около 1600 года.
В 1587 году герцогство Лотарингия наняло 500 албанских всадников, а с 1588 по 1591 — пять капитанов отрядов лёгкой кавалерии.

#### Испания
Впервые использовались во время итальянского похода Гонсало Кордова, отправленного королём Фердинандом II Арагонским для поддержки королевства Неаполя в борьбе с Францией. В Калабрии у полководца было двести страдиотов, также они служили в его гвардии.

#### Англия
В 1514 году Генрих VIII нанял албанских и греческих страдиотов во время борьбы с Шотландией. В 1540-х годах герцог Сомерсет Эдуард Сеймур также использовал этих наёмников.

#### Священная Римская Империя
В середине XVIII века албанские страдиоты применялись императрицей Марией Терезией против Пруссии и Франции во время войны за австрийское наследство.

## Тактика
Страдиоты были первопроходцами в вопросе применения лёгкой кавалерии. На поле боя они использовали тактику ударил-убежал, засады, ложное отступление и другие сложные манёвры, что роднило их с турецкими сипахами и акынджи. Также они успешно действовали против французской тяжёлой конницы во время Итальянских войн
Они были известны привычкой отсекать головы мёртвых и захваченных врагов, так как их лидерам платили по дукату за одну голову.

## Вооружение
Страдиоты использовали копья, мечи, булавы, арбалеты и кинжалы. Их одежда являла собой смесь византийской, европейской и османской моды. Первоначальной бронёй являлась кольчуга, но со временем доспехи стали тяжелее. Как наёмники, страдиоты получили заработную плату только до тех пор, пока были востребованы их услуги.

### Основные
- Bembi, Petri. Historiae Venetae (неопр.). — Venetiis: Apud Aldi Filios,, 1551.На латыни.
- Bembo, Pietro. Storia Veneta (неопр.). — Venice, Italy, 1780. In Italian language.
- De Commines, Philip. Memoirs (неопр.). впервые опубликованы в 1524 году.
  - Battle of Fornovo: Memoirs, 1856 edition, London, vol. 2, p. 201.

### Дополнительные
- Bugh, Glenn Richard. Andrea Gritti and the Greek stradiots of Venice in the early 16th century (англ.). — Thesaurismata, (Bulletin of the Istituto Ellenico di Studi Bizantini e Postbizantini di Venezia), 2002. — Vol. 32. — P. 81—94.
- Detrez, Raymond; Plas, Pieter (2005), Developing Cultural Identity in the Balkans: Convergence vs Divergence, Peter Lang, ISBN 90-5201-297-0
- English Historical Review. Shorter Notice. Greek Emigres in the West, 1400-1520. Jonathan Harris (англ.) : journal. — Oxford Journals, 2000. — Vol. 115. — P. 192—193. — doi:10.1093/ehr/115.460.192.
- Downing, Brian M. The Military Revolution and Political Change: Origins of Democracy and Autocracy in Early Modern Europe (англ.). — Princeton University Press, 1992. — ISBN 0-691-02475-8.
- Флоря, Борис Николаевич. Выходцы из балканских стран на русской службе (неопр.) // Балканския исследования 3, Освободительные движения на Балканах. — Москва, 1978. — С. 57—63.
- Folengo, Teofilo; Mullaney, Ann E. Baldo, Books 13-15 (неопр.). — Harvard University Press, 2008. — ISBN 978-0-674-03124-1.
- Hammer, Paul E. J. Elizabeth's Wars: War, Government, and Society in Tudor England, 1544-1604 (англ.). — Palgrave Macmillan, 2003. — ISBN 0-333-91942-4.
- Higham, Robin D. S. A Guide to the Sources of British Military History (англ.). — Routledge & Kegan Paul, 1972. — ISBN 0-7100-7251-1.
- Hoerder, Dirk. Cultures in Contact: World Migrations in the Second Millennium (англ.). — Duke University Press, 2002. — ISBN 0-8223-2834-8.
- Howard, Michael. War in European History (англ.). — Oxford University Press, 2009. — ISBN 978-0-19-954619-0.
- Monter, E. William. A Bewitched Duchy: Lorraine and its Dukes, 1477-1736 (англ.). — Librairie Droz, 2007. — ISBN 978-2-600-01165-5.
- Nicol, Donald MacGillivray. Byzantium and Venice: A Study in Diplomatic and Cultural Relations (англ.). — Cambridge, New York: Cambridge University Press, 1992. — ISBN 0-521-42894-7.
- Nicol, Donald MacGillivray. The Byzantine Lady: Ten Portraits, 1250-1500 (англ.). — Cambridge University Press, 1994. — ISBN 0-521-45531-6.
- Nicol, Donald MacGillivray. The Immortal Emperor: The Life and Legend of Constantine Palaiologos, Last Emperor of the Romans (англ.). — Cambridge University Press, 2002. — ISBN 0-521-89409-3.
- Nicol, Donald MacGillivray. The Byzantine Family of Kantakouzenos (Cantacuzenus) ca. 1100-1460: A Genealogical and Prosopographical Study (англ.). — Dumbarton Oaks Center for Byzantine Studies, Trustees for Harvard University, 1968.
- Nicolle, David; McBride, Angus (1988), Hungary and the Fall of Eastern Europe 1000-1568, Osprey Publishing, ISBN 0-85045-833-1
- Nicolle, David; Rothero, Christopher (1989), The Venetian Empire 1200-1670, Osprey Publishing, ISBN 0-85045-899-4
- Pappas, Nicholas C. J. Stradioti: Balkan Mercenaries in Fifteenth and Sixteenth Century Italy. Sam Houston State University. Архивировано 24 сентября 2015 года.
- Sathas, Konstantinos. Hellenika Anekdota (Volume 1) (неопр.). — 1867. Available online
- Setton, Kenneth M. The Papacy and the Levant (1204-1571): The Thirteenth and Fourteenth Centuries (Volume 1) (англ.). — American Philosophical Society, 1976. — ISBN 0-87169-127-2.
- Societa Italiana di Studi Araldici. Sul Tutto: Periodico della Societa Italiana di Studi Araldici, No. 3 (2005). Дата обращения: 3 декабря 2013. Архивировано из оригинала 14 марта 2012 года.
- Tardivel, Louis. Répertoire des emprunts du français aux langues étrangères (фр.). — Québec: Les éditions du Septentrion, 1991. — ISBN 2-921114-51-8.
- Wright, Diana Gilliland. Bartolomeo Minio: Venetian Administration in 15th-century Nauplion (англ.). — Washington D.C.: The Catholic University of America, 1999.